# Marie Schwarz
Marie Schwarz (27. října 1852 ve Vídni — 6. března 1920 tamtéž) byla rakouská učitelka a politička.

## Kariéra
Po soukromých studiích nastoupila v roce 1868 na učitelský ústav sv. Voršily (Lehrerinnenbildungsanstalt zu St. Ursula). Zde v roce 1871 získala jako jedna z prvních žen učitelskou zkoušku pro všeobecné obecné a občanské školy. V roce 1895 se jako první žena v Rakousku stala definitivní ředitelkou veřejné dívčí školy v 9. okrese ve Vídni. V roce 1917 odešla do důchodu.

## Boj za ženská práva
Po celou svou kariéru prosazovala rovnoprávné postavení učitelek a učitelů. V roce 1875 se stala členkou Spolku učitelek a vychovatelek v Rakousku (Verein der Lehrerinnen und Erzieherinnen in Österreich). Působila zde nejprve jako místopředsedkyně spolku. V roce 1896 byla zvolena jeho předsedkyní a tuto funkci vykonávala až do své smrti.
Dále byla předsedkyní školské komise Asociace rakouských ženských spolků (Bund österreichischer Frauenvereine). To jí umožnilo podílet se na založení prvního rakouského dívčího gymnázia.
Zapojila se rovněž v boji za ženské hlasovací právo. Po boku Auguste Fickert byla spoluzakladatelkou Rakouského výboru pro hlasovací právo žen (Österreichisches Frauenstimmrechtskomitee).

## Politická činnost
V roce 1918 zvolena do Prozatímní městské rady za Stranou svobody (Freiheitlich-Bürgerlichen Partei - FBP) a byla jednou z prvních ženských obecních radních. V roce 1919 byla zvolena do okresního zastupitelstva 9. obvodu města Vídně.

## Publicistická činnost
Přispívala do různých novin a časopisů – např. v Österreichische Lehrerinnenzeitung (Rakouské noviny pro učitelky). Dále byla spoluautorkou mnoha čítanek pro rakouské měšťanské školy.

## Domov pro učitelky
Zasazovala se také o to, aby učitelky měly příjemnější a pohodlnější každodenní život i po práci. V roce 1875 byl díky velkorysému daru položen základní kámen pro stavbu domova pro učitelky. Ten byl postaven na základě veřejných sbírek a otevřen dne 1. prosince 1879. Domov byl pojmenován na její počest „Marie‑Schwarz‑Lehrerinnenheim“ (Vídeň IX, Eisengasse 34, dnes Wilhelm Exner Gasse).